# Volo Air Algérie 702P
Il volo Air Algérie 702P era un volo passeggeri internazionale dall'aeroporto di Amsterdam-Schiphol, nei Paesi Bassi, all'aeroporto di Coventry, nel Regno Unito. Il 21 dicembre 1994, un Boeing 737-200 operante il volo precipitò vicino a Coventry, provocando la morte di tutti i cinque a bordo.

## L'aereo
Il velivolo coinvolto era un Boeing 737-2D6C, marche 7T-VEE, numero di serie 20758, numero di linea 322. Volò per la prima volta nel maggio 1973 e venne consegnato ad Air Algérie lo stesso mese. Era equipaggiato con 2 motori turboventola Pratt & Whitney JT8D-9. Al momento dell'incidente, l'aereo aveva accumulato 45 633 ore di volo.

## L'incidente

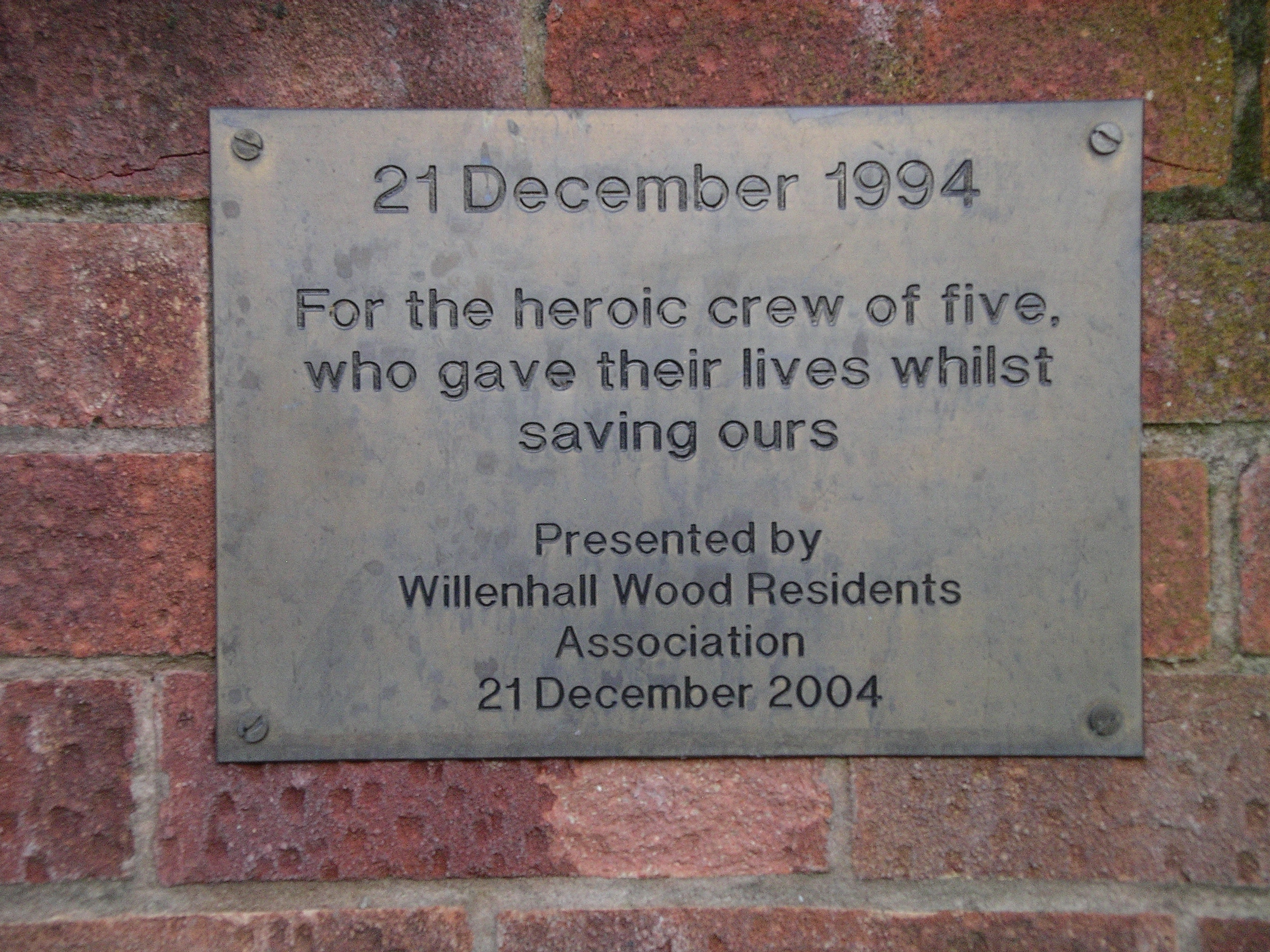
La placca in memoria delle vittime.

Il giorno dell'incidente, l'aereo partì da Amsterdam per un volo di routine diretto a Coventry, dove alcuni animali vivi dovevano essere caricati a bordo per l'esportazione in Paesi Bassi e Francia. Le condizioni meteo a Coventry erano pessime e peggiorarono costantemente durante il giorno; quando l'aereo raggiunse l'area di Coventry, la visibilità nei pressi della pista principale dell'aeroporto era di soli 700 metri. L'aereo non era adeguatamente equipaggiato per ricevere la trasmissione radio-navigazionale aggiornata per la pista in questione, quindi i piloti scelsero di essere guidati da un controllore radar utilizzando il Surveillance Radar Approach (SRA). Ciò non ebbe successo e il comandante decise di effettuare un mancato avvicinamento e alla fine deviare verso l'aeroporto delle Midlands Orientali.
Circa 90 minuti dopo l'atterraggio a Derby, la visibilità a Coventry migliorò in modo significativo. Il volo ripartì da East Midlands alle 09:38 ora locale per effettuare un secondo tentativo di atterraggio nella destinazione prevista. Durante il secondo avvicinamento guidato dal SRA, l'aereo scese ben al di sotto del sentiero di discesa ed entrò in collisione con una torre di trasmissione dell'elettricità alta 26 metri situata sulla linea centrale estesa della pista a circa 1,8 km dalla testata. La collisione provocò gravi danni al motore sinistro e alla struttura dell'ala sinistra; l'aereo rollò a sinistra e cadde, colpendo una casa prima di schiantarsi in un'area boschiva e prendere fuoco.

## Conseguenze
L'Air Accidents Investigation Branch (AAIB) scoprì che l'incidente era stato causato dall'equipaggio, che aveva portato l'aereo a scendere significativamente al di sotto dell'altezza minima di discesa per l'avvicinamento, senza avere in vista il sistema luminoso di avvicinamento o la testata della pista. L'AAIB riscontrò anche che l'equipaggio non aveva effettuato il controllo incrociato delle indicazioni di altezza dell'altimetro durante l'avvicinamento, e il pilota che monitorava gli strumenti non era riuscito a richiamare l'altezza minima di discesa quando l'aereo aveva raggiunto tale quota e che le prestazioni dell'equipaggio di volo erano state compromesse dagli effetti della fatica.
Una targa in ottone che ricorda l'evento si trova a Middle Ride, vicino alla scena dell'incidente, che è stata eretta nel decimo anniversario dell'incidente dalla Willenhall Wood Residents Association.